# Serradilla

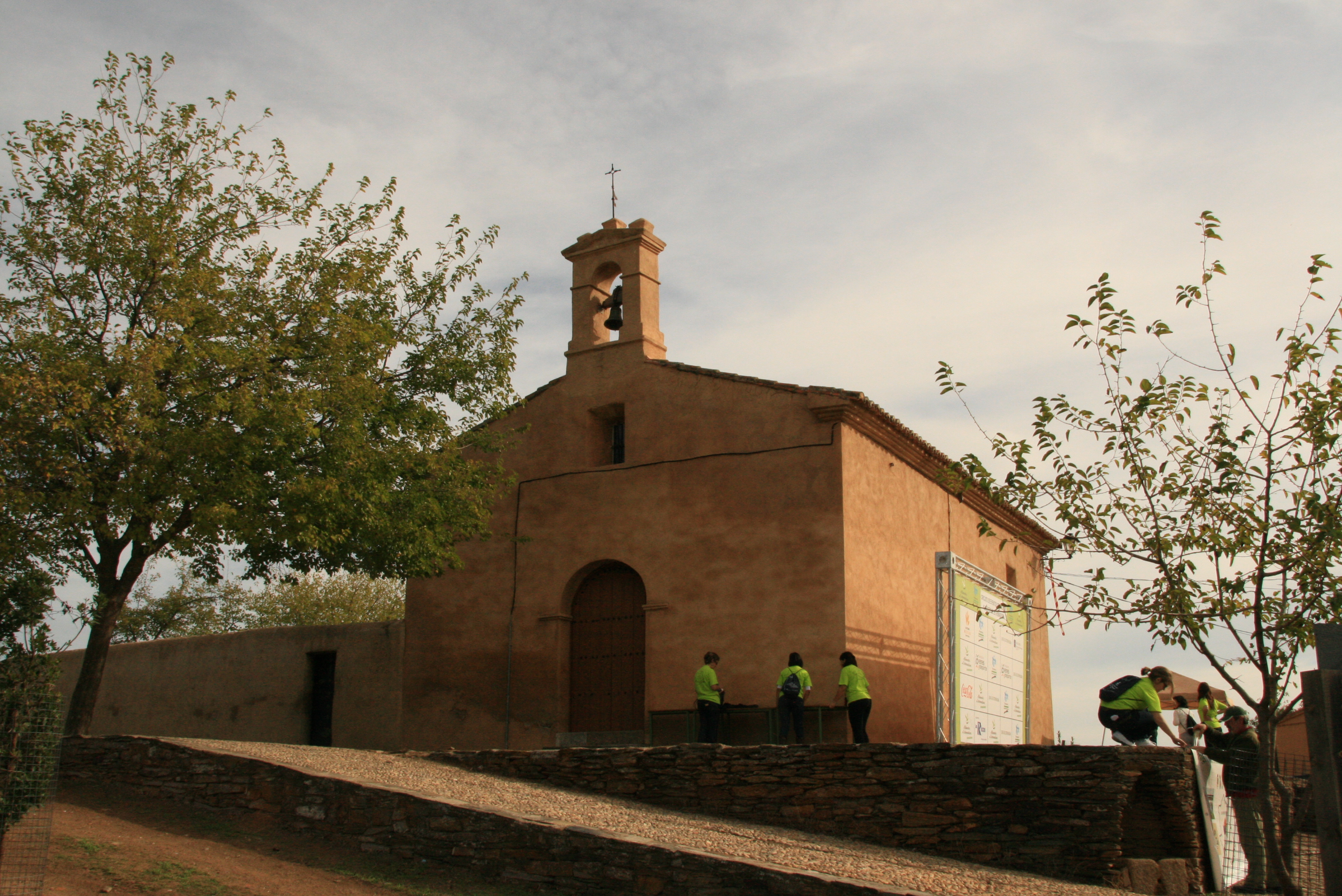
Ermita de Nuestra Señora del Socorro

Serradilla is een gemeente in de Spaanse provincie Cáceres in de regio Extremadura met een oppervlakte van 259 km². Serradilla heeft 1.634 inwoners (1 januari 2016).

## Demografische ontwikkeling
Bron: INE, 1857-2011: volkstellingen
Abadía · Abertura · Acebo · Acehúche · Aceituna · Ahigal · Alagón del Río · Albalá · Alcántara · Alcollarín · Alcuéscar · Aldea del Cano · Aldeacentenera · Aldeanueva de la Vera · Aldeanueva del Camino · Aldehuela de Jerte · Alía · Aliseda · Almaraz · Almoharín · Arroyo de la Luz · Arroyomolinos · Arroyomolinos de la Vera · Baños de Montemayor · Barrado · Belvís de Monroy · Benquerencia · Berrocalejo · Berzocana · Bohonal de Ibor · Botija · Brozas · Cabañas del Castillo · Cabezabellosa · Cabezuela del Valle · Cabrero · Cáceres · Cachorrilla · Cadalso · Calzadilla · Caminomorisco · Campillo de Deleitosa · Campo Lugar · Cañamero · Cañaveral · Carbajo · Carcaboso · Carrascalejo · Casar de Cáceres · Casar de Palomero · Casares de las Hurdes · Casas de Don Antonio · Casas de Don Gómez · Casas de Millán · Casas de Miravete · Casas del Castañar · Casas del Monte · Casatejada · Casillas de Coria · Castañar de Ibor · Ceclavín · Cedillo · Cerezo · Cilleros · Collado de la Vera · Conquista de la Sierra · Coria · Cuacos de Yuste · Deleitosa · Descargamaría · El Gordo · El Torno · Eljas · Escurial · Fresnedoso de Ibor · Galisteo · Garciaz · Garganta la Olla · Gargantilla · Gargüera · Garrovillas de Alconétar · Garvín · Gata · Guadalupe · Guijo de Coria · Guijo de Galisteo · Guijo de Granadilla · Guijo de Santa Bárbara · Herguijuela · Hernán-Pérez · Herrera de Alcántara · Herreruela · Hervás · Higuera · Hinojal · Holguera · Hoyos · Huélaga · Ibahernando · Jaraicejo· Jaraíz de la Vera · Jarandilla de la Vera  · Jarilla · Jerte · La Aldea del Obispo · La Cumbre · La Garganta · La Granja · La Pesga · Ladrillar · Logrosán · Losar de la Vera · Madrigal de la Vera · Madrigalejo · Madroñera · Majadas · Malpartida de Cáceres · Malpartida de Plasencia · Marchagaz · Mata de Alcántara · Membrío · Mesas de Ibor · Miajadas · Millanes · Mirabel · Mohedas de Granadilla · Monroy · Montánchez · Montehermoso · Moraleja · Morcillo · Navaconcejo · Navalmoral de la Mata · Navalvillar de Ibor · Navas del Madroño · Navezuelas · Nuñomoral · Oliva de Plasencia · Palomero · Pasarón de la Vera · Pedroso de Acim · Peraleda de la Mata · Peraleda de San Román · Perales del Puerto · Pescueza · Piedras Albas · Pinofranqueado · Piornal · Plasencia · Plasenzuela · Portaje · Portezuelo · Pozuelo de Zarzón · Pueblonuevo de Miramontes · Puerto de Santa Cruz · Rebollar · Riolobos · Robledillo de Gata · Robledillo de la Vera · Robledillo de Trujillo · Robledollano · Romangordo · Rosalejo · Ruanes · Salorino · Salvatierra de Santiago · San Martín de Trevejo · Santa Ana · Santa Cruz de la Sierra · Santa Cruz de Paniagua · Santa Marta de Magasca · Santiago de Alcántara · Santiago del Campo · Santibáñez el Alto · Santibáñez el Bajo · Saucedilla · Segura de Toro · Serradilla · Serrejón · Sierra de Fuentes · Talaván · Talaveruela de la Vera · Talayuela · Tejeda de Tiétar · Tiétar · Toril · Tornavacas · Torre de Don Miguel · Torre de Santa María · Torrecilla de los Ángeles · Torrecillas de la Tiesa · Torrejón el Rubio · Torrejoncillo · Torremenga · Torremocha · Torreorgaz · Torrequemada · Trujillo · Valdastillas · Valdecañas de Tajo · Valdefuentes · Valdehúncar · Valdelacasa de Tajo · Valdemorales · Valdeobispo · Valencia de Alcántara · Valverde de la Vera · Valverde del Fresno · Vegaviana · Viandar de la Vera · Villa del Campo · Villa del Rey · Villamesías · Villamiel · Villanueva de la Sierra · Villanueva de la Vera · Villar de Plasencia · Villar del Pedroso · Villasbuenas de Gata · Zarza de Granadilla · Zarza de Montánchez · Zarza la Mayor · Zorita